# Jaime y Los Chamacos
Jaime y Los Chamacos est un ensemble de musique norteña fondé dans les années 1980.